# Zapasy na Letnich Igrzyskach Olimpijskich 1960 – kategoria do 67 kg w stylu klasycznym
Zmagania mężczyzn do 67 kg to jedna z ośmiu męskich konkurencji w zapasach w stylu klasycznym rozgrywanych podczas Letnich Igrzysk Olimpijskich 1960. Pojedynki w tej kategorii wagowej odbyły się w dniach 26 – 31 sierpnia.
Punktacja opierała się na systemie "złych punktów karnych". Zwycięzca otrzymywał zero punktów za wygraną przez "tusz" (łopatki), a jeden punkt za wygraną na punkty. Dwa punkty przyznawano zawodnikom za remis. Za porażkę na punkty zawodnik otrzymywał trzy punkty, a za przegraną na łopatki przyznawano 4 punkty karne. Uzyskanie sześciu lub więcej punktów eliminowało zapaśnika z turnieju. Najlepsza trójka walczyła w rundzie finałowej. 

## Klasyfikacja[1]
| Pozycja | Nazwisko                  | Kraj              |
| ------- | ------------------------- | ----------------- |
| 1       | Awtandił Koridze          | ZSRR              |
| 2       | Branislav Martinović      | Jugosławia        |
| 3       | Gustav Freij              | Szwecja           |
| 4       | Karel Matoušek            | Czechosłowacja    |
| 5       | Dumitru Gheorghe          | Rumunia           |
| 5       | Ernest Gondzik            | Polska            |
| 5.      | Adil Güngör               | Turcja            |
| 5       | Mitsuharu Kitamura        | Japonia           |
| 5       | Kyösti Lehtonen           | Finlandia         |
| 5       | Jacques Pourtau           | Francja           |
| 11      | Anastasios Mousidis       | Grecja            |
| 12      | Bartl Brötzner            | Austria           |
| 13      | Erik Thomsen              | Dania             |
| 13      | Ibrahim Awariki           | Liban             |
| 15      | Roger Skauen              | Norwegia          |
| 16      | Leo Piek                  | Holandia          |
| 17      | Francisco Delgado         | Hiszpania         |
| 17      | Mario De Silva            | Włochy            |
| 17      | Ben Northrup              | Stany Zjednoczone |
| 17      | Nick Stamulus             | Australia         |
| 21      | Muhammad Mukrim Binmansur | Maroko            |
| 21      | Edmund Seger              | Niemcy            |
| DQ      | Dimityr Stojanow          | Bułgaria          |

## Wyniki

### Pierwsza runda[2]
| Zwycięzca            | Punkty karne | Wynik     | Przegrany                 | Punkty karne |
| -------------------- | ------------ | --------- | ------------------------- | ------------ |
| Awtandił Koridze     | 1            | Na punkty | Mario De Silva            | 3            |
| Kyösti Lehtonen      | 1            | Na punkty | Ben Northrup              | 3            |
| Mitsuharu Kitamura   | 0            | Łopatki   | Muhammad Mukrim Binmansur | 4            |
| Dimityr Stojanow     | 1            | Na punkty | Ibrahim Awariki           | 3            |
| Ernest Gondzik       | 1            | Na punkty | Erik Thomsen              | 3            |
| Adil Güngör          | 1            | Na punkty | Edmund Seger              | 3            |
| Bartl Brötzner       | 1            | Na punkty | Leo Piek                  | 3            |
| Roger Skauen         | 1            | Na punkty | Nick Stamulus             | 3            |
| Branislav Martinović | 1            | Na punkty | Dumitru Gheorghe          | 3            |
| Gustav Freij         | 1            | Na punkty | Francisco Delgado         | 3            |
| Anastasios Mousidis  | 1            | Na punkty | Jacques Pourtau           | 3            |
| Karel Matoušek       | 0            | Bez walki |                           |              |

### Druga runda[3]
| Zwycięzca            | Punkty karne | Wynik     | Przegrany                 | Punkty karne |
| -------------------- | ------------ | --------- | ------------------------- | ------------ |
| Karel Matoušek       | 1            | Na punkty | Mario De Silva            | 6            |
| Awtandił Koridze     | 2            | Na punkty | Ben Northrup              | 6            |
| Kyösti Lehtonen      | 2            | Na punkty | Mitsuharu Kitamura        | 3            |
| Ibrahim Awariki      | 4            | Na punkty | Muhammad Mukrim Binmansur | 7            |
| Ernest Gondzik       | 3            | Remis     | Dimityr Stojanow          | 3            |
| Erik Thomsen         | 3            | Łopatki   | Edmund Seger              | 7            |
| Adil Güngör          | 3            | Remis     | Bartl Brötzner            | 3            |
| Leo Piek             | 4            | Na punkty | Nick Stamulus             | 6            |
| Dumitru Gheorghe     | 3            | Łopatki   | Roger Skauen              | 5            |
| Branislav Martinović | 3            | Remis     | Gustav Freij              | 3            |
| Jacques Pourtau      | 4            | Na punkty | Francisco Delgado         | 6            |
| Anastasios Mousidis  | 1            | Bez walki |                           |              |

### Trzecia runda[4]
| Zwycięzca            | Punkty karne | Wynik     | Przegrany           | Punkty karne |
| -------------------- | ------------ | --------- | ------------------- | ------------ |
| Karel Matoušek       | 2            | Na punkty | Anastasios Mousidis | 4            |
| Awtandił Koridze     | 4            | Remis     | Kyösti Lehtonen     | 4            |
| Mitsuharu Kitamura   | 5            | Remis     | Ibrahim Awariki     | 6            |
| Dimityr Stojanow     | 4            | Na punkty | Erik Thomsen        | 6            |
| Adil Güngör          | 5            | Remis     | Ernest Gondzik      | 5            |
| Bartl Brötzner       | 5            | Remis     | Roger Skauen        | 7            |
| Branislav Martinović | 3            | Łopatki   | Leo Piek            | 8            |
| Gustav Freij         | 5            | Remis     | Dumitru Gheorghe    | 5            |
| Jacques Pourtau      | 4            | Bez walki |                     |              |

### Czwarta runda[5]
| Zwycięzca            | Punkty karne | Wynik     | Przegrany           | Punkty karne |
| -------------------- | ------------ | --------- | ------------------- | ------------ |
| Karel Matoušek       | 3            | Na punkty | Jacques Pourtau     | 7            |
| Awtandił Koridze     | 4            | Łopatki   | Anastasios Mousidis | 8            |
| Dimityr Stojanow     | 5            | Na punkty | Kyösti Lehtonen     | 7            |
| Ernest Gondzik       | 7            | Remis     | Mitsuharu Kitamura  | 7            |
| Adil Güngör          | 7            | Remis     | Dumitru Gheorghe    | 7            |
| Branislav Martinović | 4            | Na punkty | Bartl Brötzner      | 8            |
| Gustav Freij         | 5            | Bez walki |                     |              |

### Piąta runda[6]
| Zwycięzca            | Punkty karne | Wynik     | Przegrany        | Punkty karne |
| -------------------- | ------------ | --------- | ---------------- | ------------ |
| Gustav Freij         | 6            | Na punkty | Karel Matoušek   | 6            |
| Awtandił Koridze     | 5            | Na punkty | Dimityr Stojanow | 8 DQ         |
| Branislav Martinović | 4            | Bez walki |                  |              |

### Szósta runda[7]
| Zwycięzca        | Wynik     | Przegrany            |
| ---------------- | --------- | -------------------- |
| Awtandił Koridze | Na punkty | Branislav Martinović |